# Toby stenbro
Toby stenbro i Korsholm i Österbotten är den näst äldsta stenbron som fortfarande är i bruk i Finland. (Esbo gårds bro från 1777 är äldre.) Bron blev färdig 1781 och är med sina konstfärdigt välvda öppningar ett bra exempel på dåtidens byggnadsteknik. Bron är gjord av kallmurad natursten och byggdes över en holme i ån, vilket möjliggjorde en konstruktion bestående av två kortare spann istället för ett långt. Den södra delen av bron består av två valv och den norra av ett. Bron är 85 meter lång och har en bredd på 5,5 meter.
1775 fattade landshövdingen beslut om att en ny bro skulle byggas över Toby å. Bron var en del av den viktiga vägen mellan Kristinestad och Vasa, och därför delade många socknar på kostnaderna för bygget: förutom Korsholm även Vörå, Storkyro, Ilmola, Lillkyro, Laihela, Lappfjärd och Lappo. Brobygget skedde 1780–1781 och antas ha genomförts av murarmästaren David Olander från Vasa med hjälp av byggmästare Thomas Rijf från Nykarleby socken.
Byggnadsprojektet var stort med dåtidens mått och konstruktionen väckte skepsis. Frågan var om valven skulle hålla då ställningarna togs bort. Arbetet sägs ha överlåtits åt två straffångar som lovades benådning om de lyckades riva ställningarna utan att bron rasade.
Toby stenbro är fortfarande i daglig användning med en viktbegränsning på 8 ton. Bron blev museibro 1982.